# Body of Evidence
Body of Evidence (Corpo de Delito) é um livro da escritora norte-americana Patricia Cornwell publicado pela primeira vez em 1991. É o segundo livro da série protagonizada pela médica-legista Kay Scarpetta.

## Enredo
A jovem escritora Beryl Madison é esfaqueada em sua casa, a escritora já havia recebido ameaças de um maluco, que dizia observá-la e que chegou a desenhar um coração em seu carro. Dia depois, o também escritor Cary Harper, vencedor do prêmio Pulitzer e o responsável pela iniciação de Beryl na literatura é morto a tiros quando chegava a casa em que vivia com a irmã, Sterling Harper. Na mesma noite da morte de Cary, Scarpetta fica presa na neve e é obrigada a dormir na casa do defunto com sua irmã, Sterling, que se suicida na mesma noite, pouco depois ocorre também a morte de Al Hunt o principal suspeito do Tenente Pete Marino, Hunt teria supostamente se suicidado. As únicas pistas que podem guiar Kay Scarpetta para solucionar o assassinato dos dois escritores são um fiapo de tecido laranja e uma autobiografia reveladora de Beryl Madison.
Porém a vida de Kay não será facilitada, a médica além de ser acusada de roubar o manuscrito da autobiografia de Beryl, ainda enfrentará o advogado corrupto Robert Sparacino, a antiga paixão de sua juventude Mark James, e o maníaco que depois de matar Beryl e Cary Harper, vê em Kay Scarpetta, sua próxima vítima.

### Personagens
- Pete Marino-policial recentemente promovido a tenente, no segundo livro da série, Marino continua infernizando a vida de Kay Scarpetta, mas desta vez com o objetivo de protegê-la.
- Beryl Madison-jovem escritora, autora de livros sobre a Guerra de Secessão, Beryl foi adotada por Cary Harper e pela irmã deste, Sterling Harper, quando tinha apenas 16 anos, viveu reclusa desde então, passou a sofrer ameaças poucos meses antes de seu assassinato, o assassino deixava-lhe mensagens na secretária eletrônica com ameaças. Beryl estava escrevendo uma autobiografia o que incomodou Cary Harper, pois isso violava um acordo anterior em que Harper proibira que Beryl escrevesse uma autobiografia citando a vida carcerária com os Harper.
- Cary Harper-velho escritor vencedor do Pulitzer, autor de romances históricos mas que perdeu o sucesso após parar de escrever.
- Sterling Harper-irmã de Cary, sofria de câncer, e incentivou Beryl a escrever uma autobiografia conspirando contra o irmão e opressor. Sterling se suicida na mesma noite da morte de seu irmão.
- Al Hunt-ex-psiquiatra, que acabou trabalhando no posto de gasolina de seu pai, Hunt mostrou um interesse muito grande por Beryl e era o maior suspeito da polícia, mas acaba se suicidando no porão de sua casa. Hunt também tinha problemas mentais, e conduz a polícia até o verdadeiro assassino.
- Robert Sparacino-advogado corrupto de Nova York, que atuava principalmente em casos de direitos autorais, lançou as suspeitas de que Kay Scarpetta teria roubado o manuscrito, e fez acusações contra o Depto. de Medicina Legal de Richmond, com o objetivo de atacar Thomas Ethridge, promotor do Estado.
- Thomas Ethridge/Tom-promotor do Estado da Virgínia, um dos maiores inimigos de Robert Sparacino com quem teve uma desavença no passado.
- Mark James-antigo namorado de Kay Scarpetta, advogado e amigo de Sparacino, Mark esconde um passado misterioso, que leva Kay a suspeitar dele.
- Benton Wesley-agente do FBI que atua em mais um caso com Kay Scarpetta e Pete Marino.